# Kisszeben
Kisszeben (szlovákul: Sabinov, németül: Zeben, latinul: Cibinium) város Szlovákiában, az Eperjesi kerület Kisszebeni járásának székhelye. Hozzá tartozik Orkuta is.

## Fekvése
Eperjestől 16 km-re északnyugatra, a Tarca partján fekszik.

## Nevének eredete
A monda szerint neve a közeli Tarkő urának Szabina nevű lányától származik, aki II. András magyar király hitvese lett volna és a király a várost az ő emlékére építtette.

## Története
A városkát a 12. században alapították. Virágkorát a 12. század végén és a 13. század elején élte, flamand telepeseinek köszönhetően. A város a tatárjáráskor elpusztult. Első írásos említése 1248-ból származik. Lakói kezdetben főként mezőgazdaságból, később kézművességből éltek. Fejlődésére serkentőleg hatott, amikor 1299-ben III. András király Nagysárossal és Eperjessel együtt adómentességet, vámszedési jogot, szabad bíróválasztási és ítélkezési, valamint vadászati és halászati jogokat adott Kisszebennek. 1406-ban Zsigmondtól kapta további kiváltságait és szabad királyi város lett. A 15. század végére Kisszeben Kassával, Eperjessel, Bártfával és Lőcsével együtt az öt legjelentősebb felvidéki város szövetségének, az ún. „Pentapolis”-nak tagja lett. A kezdeti virágzás után a hanyatlás időszaka következett. A 16. században elérte a reformáció, melyet vallási harcok követtek. A város a kuruc harcokban leégett, majd 1709-ben a lakosság több mint fele pestisjárvány áldozata lett, amely veszteséget azóta sem heverte ki.

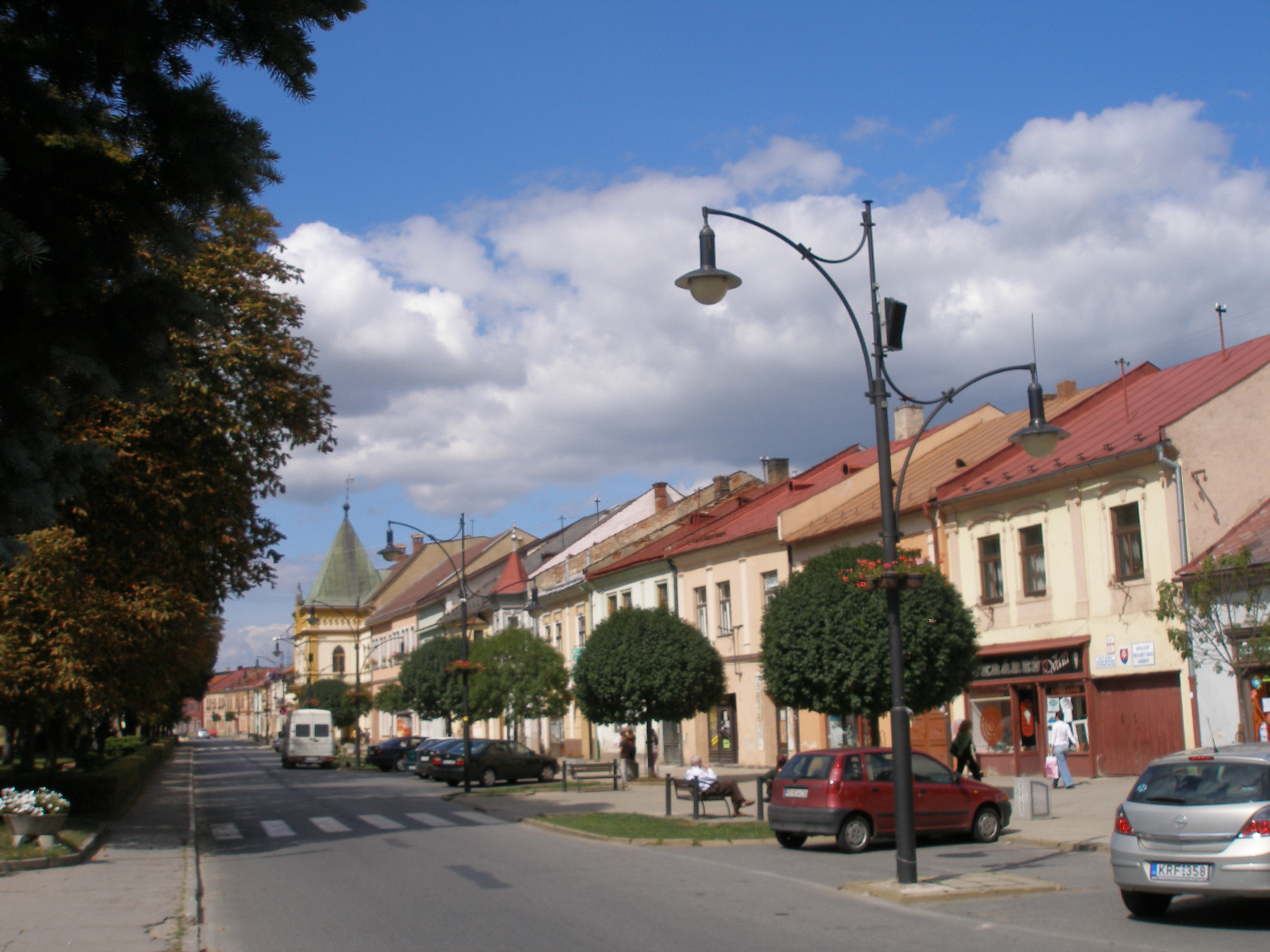
Kisszeben – utcarészlet

A 18. század végén Vályi András így ír róla (részlet): „SZEBEN. Cibinium. Régi szabad Kir. Város Sáros Vármegyében. Istvánfi Kis Szebennek nevezi Libr. I. p. 14. Fekszik Tarcza vizének partyánál, Eperjeshez 2 mértföldnyire, kies, és egésséges helyen, kőfallal, és bástyával körűl vétetve. Eredetét, ’s nevezetét is Tarczi Nemzetségből származott SZABINA Kis Aszszonynak, és II. ANDRÁS’, BÉLA Király’ Fijának tulajdoníttyák; illy formán: Midőn II. ANDRÁS, mint Hertzeg, Sáros Várában lakott vala, különösen megszerette Tarkő Várában lakott Tarczinak Szabina nevezetű igen szép Leányát, ’s eltökéllette magában, hogy Hitvesévé tegye. Elmenvén az Attyához, meg is kérette az említett Személyt; de az Attya nem állott reá a’ Hertzegnek kívánságára: minek okáért a’ Hertzeg, megtudván a’ Kisaszszonynak eránta vonszó szeretetét, eltökéllette, hogy az Attyának akarattya ellen is tulajdonává tegye. Magokra vállalták a’ Kis Aszszonynak elragadtatását Gergely, és Bodó nevezetű hív Emberei a’ Hertzegnek, ’s végre is hajtották, és érette a’ Hertzegtől Nagy, és Kis Lakot nyerték jutalomúl; amazt Gergely, és róla Gergely Lakának neveztetett; ezt pedig Bodó, ’s Bodó Lakának hivattatott tőle. Meghalálozván BÉLA Király, Várost építtetett Hitvesének, és az előadott tselekedetnek emlékezetére, ’s azt Szabinának nevezte.”
Az 1848–49-es forradalom és szabadságharcban a város ifjúsága lelkesen részt vett, ezért Kossuth „hű Szebennek” nevezte. A 19. századra azonban Kisszeben lényegében a jelentéktelenebb vidéki mezővárosok szintjére süllyedt.
Fényes Elek 1851-ben kiadott geográfiai szótárában így ír a városról: „Szeben, Cibinium, Sabinow, szabad kir. város, Sáros vmegyében, Eperjeshez éjszaknyugotra 2 mfdnyire, a Tarcsa vize mellett igen kies vidéken, 2590 tót lakossal, kik közt 1798 r., 200 g. kath., 576 evangel., 16 zsidó. Van kath. paroch. és 2 evangel. anyaszentegyháza, egy kegyesatyák collegiuma, gymnasiummal együtt, papiros malma. A város kőfallal van körülvéve; egyébiránt sok lent termeszt; sok és jó gyolcsot készit; borral kereskedik; gabonából, szilvából sok pálinkát főz. A szilva a házikertekben szokott megaszaltatni.” 
A trianoni békeszerződésig Sáros vármegye Kisszebeni járásának székhelye volt.

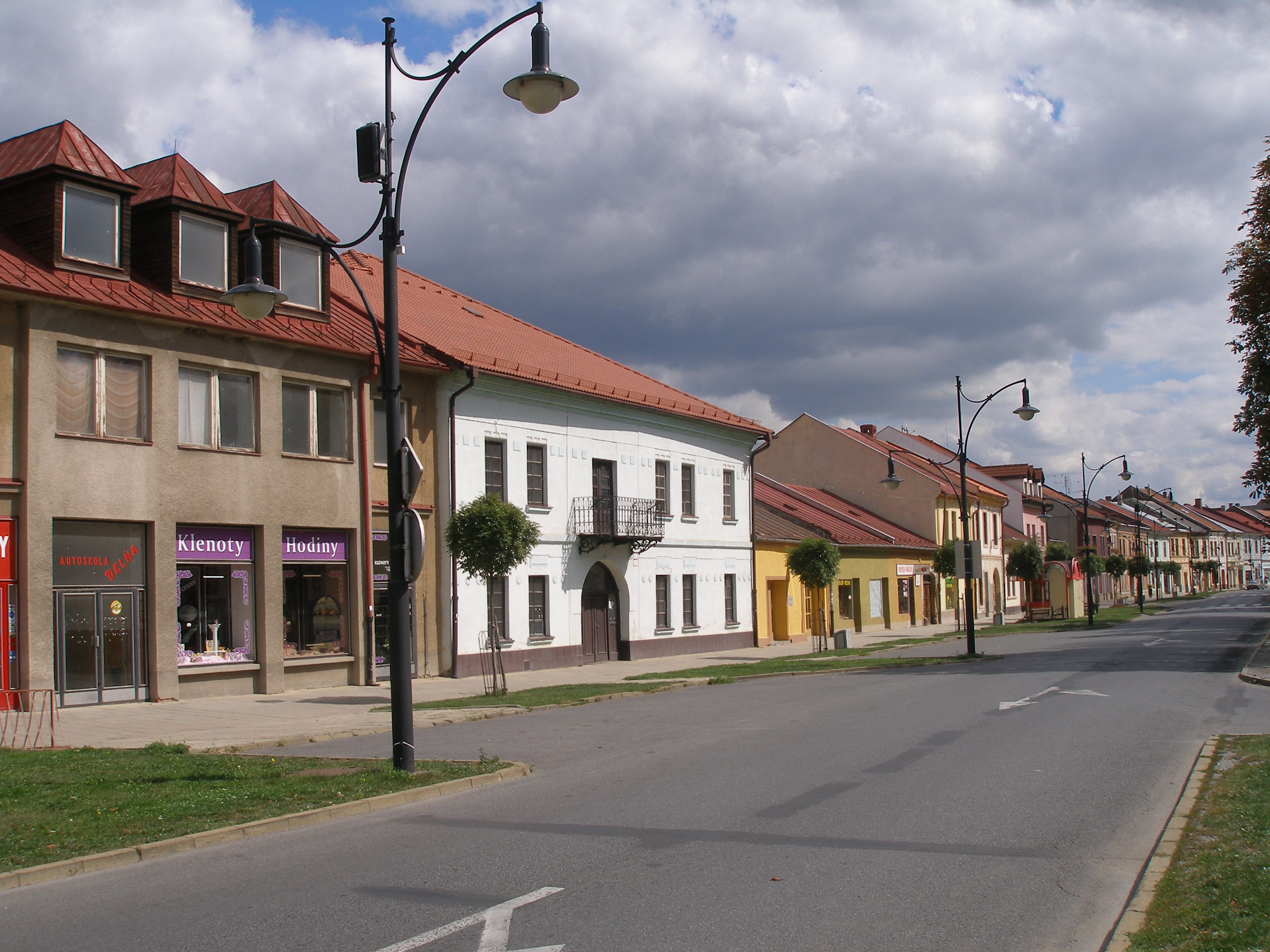
Kisszeben – utcarészlet

1964-ben itt forgatta Ján Kadár és Elmar Klos: Üzlet a korzón című, Oscar-díjas filmjét.

## Népessége
| Év:            | 1994.  | 2004.   | 2014.   | 2024.   |
| -------------- | ------ | ------- | ------- | ------- |
| Emberek száma: | 11 512 | 12 366  | 12 703  | 12 131  |
| Eltérés:       |        | +7,41 % | +2,72 % | -4,50 % |

| Év:            | 2023.  | 2024.   |
| -------------- | ------ | ------- |
| Emberek száma: | 12 169 | 12 131  |
| Eltérés:       |        | -0,31 % |

1880-ban 2825 lakosából 2088 szlovák és 245 magyar anyanyelvű volt.
1890-ben 2817-en lakták, ebből 2007 szlovák és 499 magyar anyanyelvű.
1900-ban 3257 lakosából 2112 szlovák és 680 magyar anyanyelvű volt.
1910-ben 3288-an lakták, ebből 1640 szlovák, 1168 magyar, 341 német és 120 román anyanyelvű.
1921-ben 3749-en lakták: 2749 csehszlovák és 260 magyar.
1930-ban 4312-en lakták: 3133 csehszlovák és 125 magyar.
1991-ben 10 657 lakosából 10 101 szlovák és nyolc magyar volt.
2001-ben 12 290 lakosából 11 137 szlovák és hét magyar volt.
2011-ben 12 710-en lakták, ebből 10 249 szlovák, 1162 cigány és öt magyar.

## Nevezetességei
- Az óvárost egykor négyszög alakú fal övezte, amelyet tornyok, bástyák erődítettek, melyek nagy része ma is áll, csupán a kapukat bontották le.
- Főterén áll a román kori, 1461-ben leégett, 1484 és 1518 között gótikus stílusban bővített, Keresztelő Szent János tiszteletére szentelt plébániatemplom. 1523-ban reneszánsz stílusban átalakították. Harangtornya 1657-ből való. Eredeti gótikus oltára – Lőcsei Pál mester alkotása – a Magyar Nemzeti Galériában látható.[5]
- Barokk piarista kolostora az egykori, 1740-ben épített líceum helyén áll. 1784-ben épült, ekkor költözött át az iskola a mai épületbe. Sok kiválóság tanult falai között.

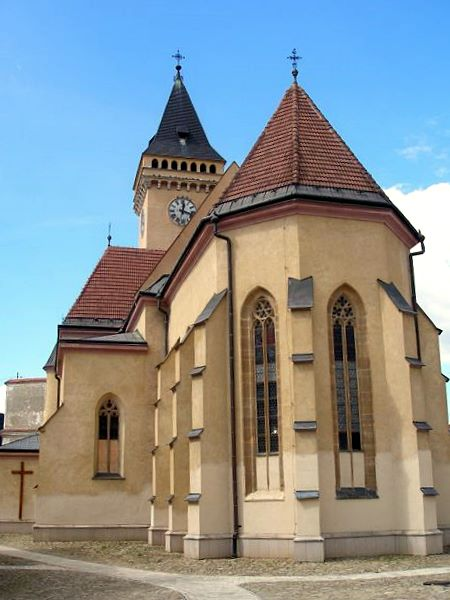
Keresztelő Szent János-templom

- A városháza épülete.
- Evangélikus templom.
- Görögkatolikus templom.

## Híres emberek
- Itt töltötte gyermekkorát az 1700-as években Trangus Illés orvosdoktor, gyógyszertár-tulajdonos.
- Itt született 1796-ban Bartsch Ede, Sáros vármegye főorvosa.
- Itt született 1818-ban Czapkay Lajos József orvos, katonaorvos, amerikai diplomata.
- Itt született, és itt hunyt el Czapkay Imre (1824–1884) jogász, orvos, magyar szabadságharcos.
- Itt született 1829. december 8-án Podhorányi Antal, az azonos nevű papírgyár-tulajdonos, nemesember fia, a híres Diósgyőri Papírgyár ikonikus szakembere.
- Itt született 1837-ben Gergelyi Tivadar országgyűlési képviselő.
- Itt született 1853. július 5-én Csontváry Kosztka Tivadar festőművész, s az itteni kegyesrendiek algimnáziumában végezte tanulmányainak egy részét.
- Itt született 1873. február 8-án Szokolszky Rezső tanító, magyar királyi tanfelügyelő.
- Itt született 1873. november 10-én Wick Béla római katolikus pap, tanító, történész.
- Itt született 1889. május 21-én Kosáry Emmi operettprimadonna és színésznő.
- Itt hunyt el 1606-ban Gera Konrád evangélikus lelkész.
- Itt hunyt el 1790. január 7-én Wagner Károly jezsuita szerzetes, történész, műfordító, egyetemi tanár.

## Lásd még
- Orkuta